# Редон (город)
Редон (фр. Redon) — город на северо-западе Франции, находится в регионе Бретань, департамент Иль и Вилен, центр одноименных округа и кантона. Расположен в 60 км к юго-западу от Ренна и в 60 км к северо-западу от Нанта. На территории города пересекаются река Вилен и канал Нант — Брест, связывающий город Брест на морском побережье с Луарой. Железнодорожная станция Редон в центре города соединяет линии Ренн-Редон и Савене-Ландерно.
Население (2018) — 9 151 человек. 

## История
Первое упоминание о поселении, находящемся в 50 км к востоку от Ванна, относятся к 832 году, когда бретонский отшельник Конвоион основал монастырь Святого Спасителя. Этой обители покровительствовали Людовик Благочестивый, а также герцоги Номиноэ и Ален IV, которые были в ней похоронены. 
В Средние века Редон преуспевал за счёт морской торговли. В XIII веке под руководством аббата Иоанна были построены городские стены. Любил бывать в Редоне герцог Франциск, несколько раз в нём собирался бретонский парламент. Развитие города продолжилось и в XVII-XVIII веках, когда появилось много новых улиц и зданий, некоторые из которых сохранились до сих пор.
В XIX веке Редон становится транспортным узлом: через него проходит канал Нант-Брест, в 1862 г. открывается железнодорожная станция. В конце столетия был основан завод по производству сельскохозяйственных машин, пришедший в упадок в 1960-е годы. В настоящее время жители городка и его окрестностей заняты в автомобильной, электронной и химической промышленности.
У группы Tri Yann есть песня Les filles de Redon (с фр. — «Девушки Редона»).

## Достопримечательности
- Бенедиктинское аббатство Сен-Совё, основанное в 834 году
- Особняк дю Мель XVII века
- Отель Ришельё XVII века

## Экономика
В Редоне находятся предприятия экологической косметики (группа Yves Rocher), электроники (TES, Asteel), автомобильных компонентов (Faurecia, AFC). 
Структура занятости населения:
- сельское хозяйство — 0,4 %
- промышленность — 14,8 %
- строительство — 3,8 %
- торговля, транспорт и сфера услуг — 37,0 %
- государственные и муниципальные службы — 44,1 %

Уровень безработицы (2018) — 16,6 % (Франция в целом —  13,4 %, департамент Иль и Вилен — 10,4 %). 

Среднегодовой доход на 1 человека, евро (2018) — 20 810 (Франция в целом — 21 730, департамент Иль и Вилен — 22 230).

## Демография
Динамика численности населения, чел.

## Администрация
Пост мэра Редона с 2014 года занимает член партии Союз демократов и независимых Паскаль Дюшен (Pascal Duchêne). На муниципальных выборах 2020 года возглавляемый им правый список победил в 1-м туре, получив 55,25 % голосов.
| Период | Период | Фамилия          | Партия                                                       | Примечания                                                      |
| ------ | ------ | ---------------- | ------------------------------------------------------------ | --------------------------------------------------------------- |
| 1971   | 1983   | Жан Тиже         | Независимые Республиканцы                                    | коммерсант                                                      |
| 1983   | 1995   | Пьер Бурже       | Социалистическая партия                                      | государственный служащий, член Регионального совета Бретани     |
| 1995   | 2001   | Ален Мадлен      | Союз за французскую демократию                               | адвокат, депутат Национального собрания Франции                 |
| 2001   | 2007   | Жан-Мишель Болле | Разные правые                                                | государственный служащий, член Генерального совета департамента |
| 2017   | 2014   | Венсан Бурге     | Союз за французскую демократию Союз демократов и независимых | профессор философии                                             |
| 2014   |        | Паскаль Дюшен    | Союз демократов и независимых                                | профессор философии, директор школы                             |

## Города-побратимы
- Эндовер, Великобритания
- Гох, Германия

## Знаменитые уроженцы
- Луи Мари Левек (1776-1834), военный деятель, генерал, участник революционных и наполеоновских войн
- Артур Бернед (1871-1937), писатель

## Галерея

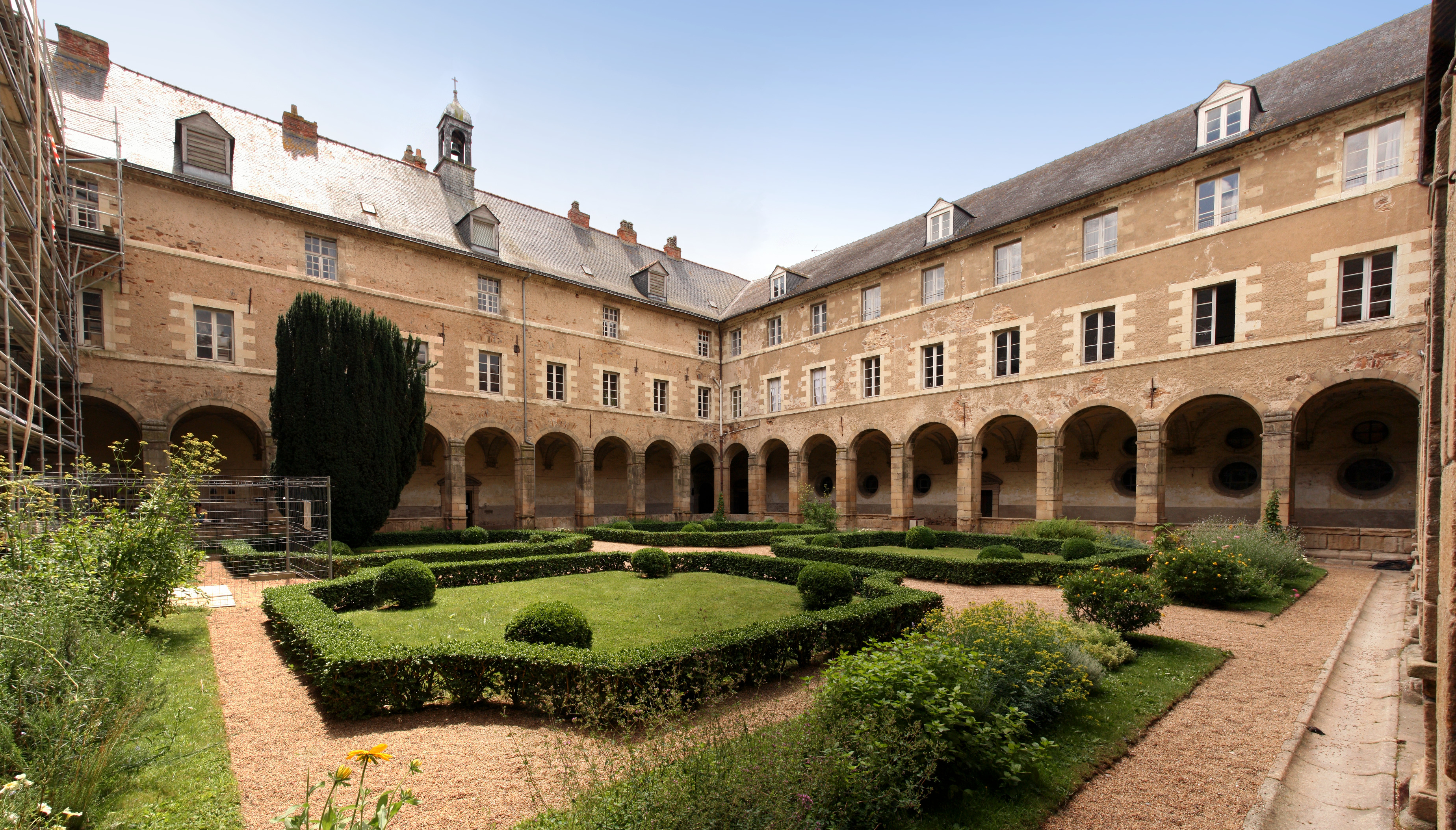
Внутренний двор аббатства Сен-Совё
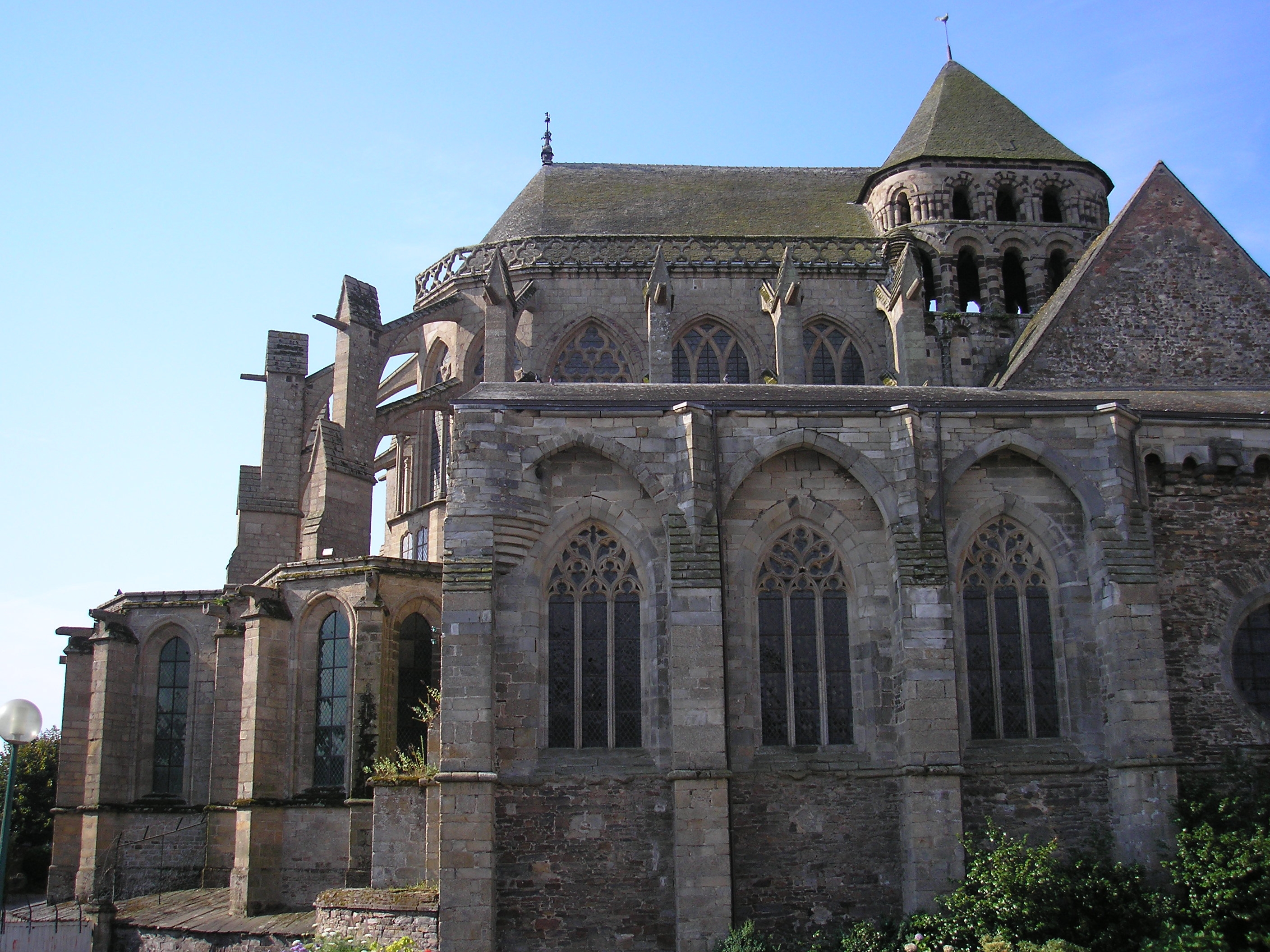
Церковь аббатства Сен-Совё
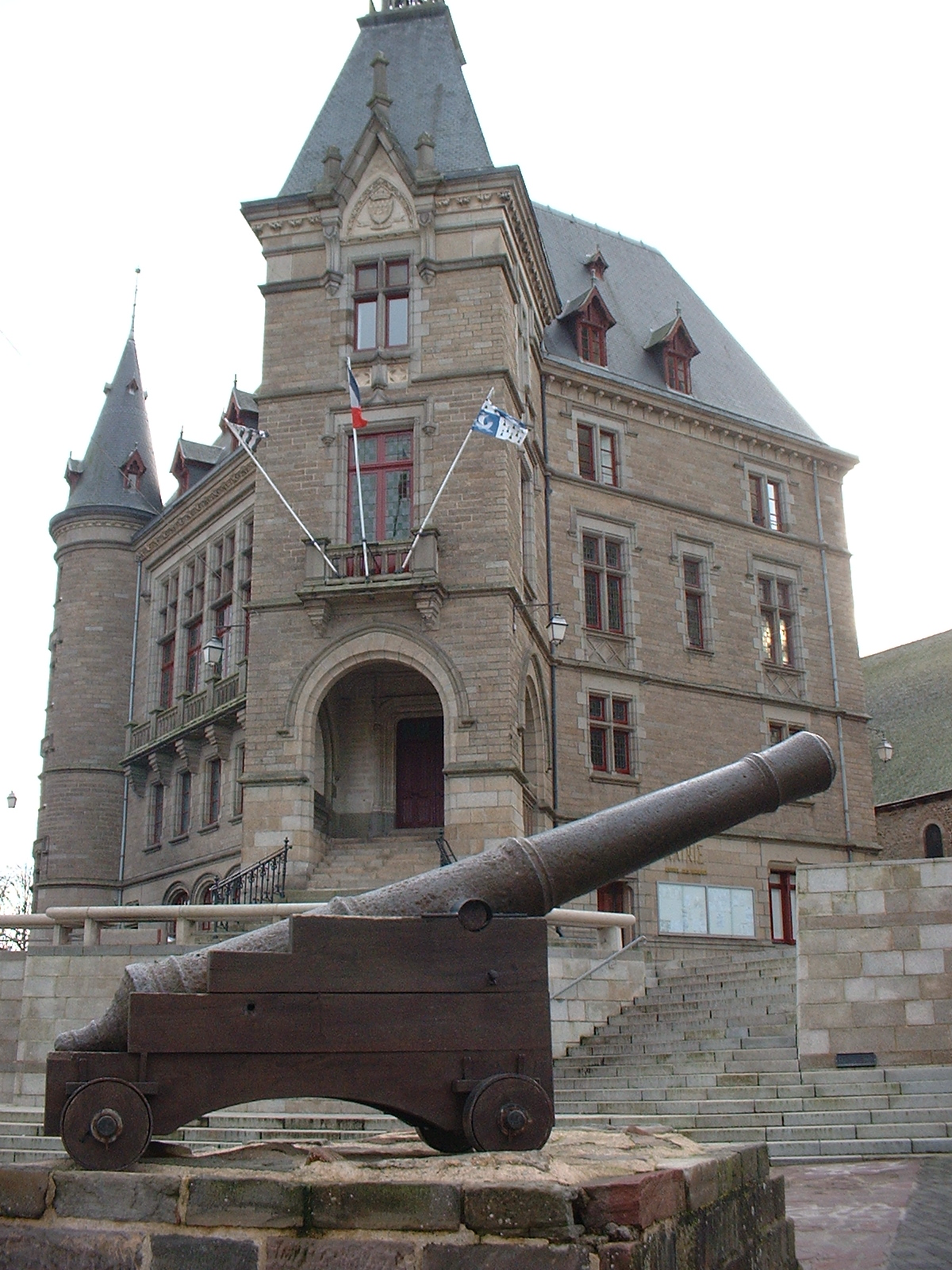
Здание мэрии
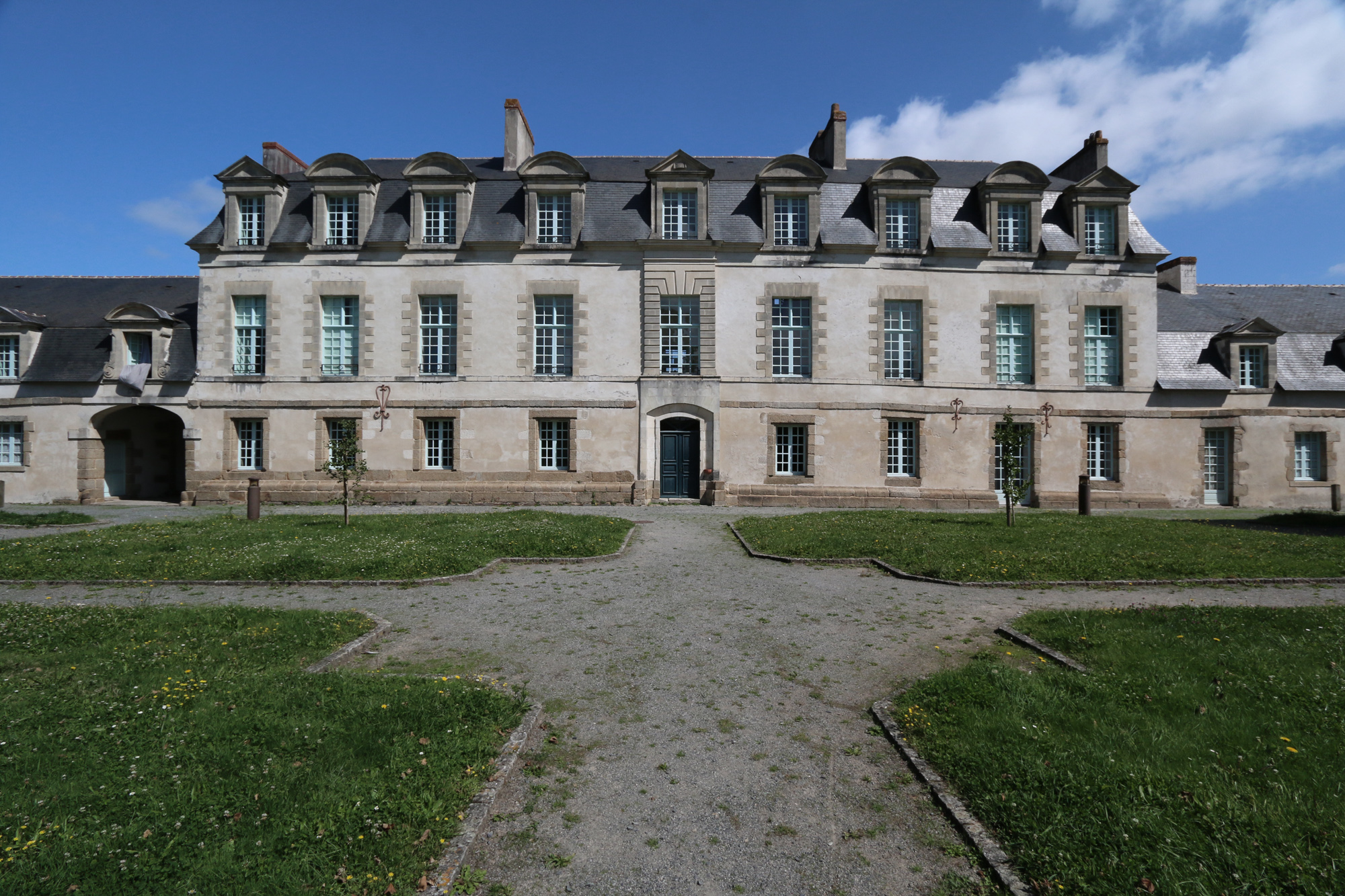
Особняк дю Мель